# The Hessian Renegades
The Hessian Renegades é um filme mudo de curta-metragem estadunidense, do gênero dramático, lançado em 1909, escrito e dirigido por D. W. Griffith.

## Elenco
- Owen Moore
- Linda Arvidson
- Kate Bruce
- William J. Butler
- Verner Clarges
- D.W. Griffith
- Robert Harron
- Arthur V. Johnson
- James Kirkwood
- Florence Lawrence
- Marion Leonard
- Wilfred Lucas
- George Nichols
- Anthony O'Sullivan
- Lottie Pickford
- Mary Pickford
- Frank Powell
- Billy Quirk
- Gertrude Robinson
- Mack Sennett
- George Siegmann
- Henry B. Walthall